# جانیس کالینیکوز
جانیس کالینیکوز(به زبان انگلیسی Jannis Kallinikos) (متولد ۱۹۵۴، یونانی: Ιωάννης Καλλίνικος) روشنفکر و محقق حوزه سازمان و ارتباطات است. وی در شهر پروزا در غرب یونان متولد شد. او همچنین شهروند سوئد است. کالینیکوس در حال حاضر استاد گروه سیستم‌های اطلاعات و نوآوری، گروه مدیریت در مدرسه اقتصاد لندن لندن (LSE) است. پروژه‌های علمی او به مرور زمان موضوعات مختلفی را شامل شده‌است. وی روی اهمیتی که نگارش و نشانه نویسی در ایجاد سازمانهای مدرن از طریق درک بازارها به عنوان نظام‌های نشانه ای ایفا کرده‌است تا مطالعه دیوانسالاری و نهادها مطالعه کرده‌است. تمرکز وی اخیراً به بررسی شرایط مرتبط با نفوذ در بافت اجتماعی و اقتصادی با استفاده از فناوری‌های اطلاعاتی معطوف شده‌است. کالینیکوز این محیط اقتصادی-اجتماعی نوظهور را که با حضور همه گاهی اینترنت ، خدمات مبتنی بر اطلاعات و فرهنگ واسطه یافته با نرم‌افزار را، زیستگاه اطلاعاتی مینامد. این عبارت نشان می‌دهد که مشارکت روزافزون اطلاعات در جامعه، اقتصاد و فرهنگ با تغییرات مهمی در نحوه عملکرد نهادها و همچنین تغییر در عادات رفتاری، شناختی و ارتباطی همراه است.

## تحصیلات
کالینیکوز تحصیلات کارشناسی خود را در دانشگاه کسب و کار و اقتصاد دانشگاه آتن در سال ۱۹۷۷ به اتمام رساند و سپس برای تحصیلات کارشناسی ارشد به دانشکده مطالعات کسب و کار دانشگاه آپسالا در سوئد پیوست و پس از اتمام دوره کارشناسی ارشد در همان دانشگاه به تحصیلات خود ادامه داد تا اینکه در سال ۱۹۸۵ مدرک دکتری خود را اخذ کرد.

## سیر شغل دانشگاهی
در سال ۲۰۰۱، کالینیکوز هنگامی که کلادیو سیبورا مسئول دانشکده سیستم‌های اطلاعاتی بود، به مدرسه اقتصاد لندن پیوست. این دانشکده در سال ۲۰۰۶ با سه دانشکده دیگر ادغام شد و به دانشکده تازه تأسیس مدیریت تبدیل شد. کالینیکوس استاد مهمان در دانشگاه‌های مختلف از جمله دانشگاه بولونیا، دانشگاه اوپسالا، دانشگاه واکسجو، دانشگاه اومیو، دانشگاه مقدونیه، یونان، دانشگاه استنفورد و مؤسسه مطالعات پیشرفته اروپا در بروکسل بوده‌است. مدرسه اقتصاد لندن او را در سال ۲۰۰۷ به عنوان استاد تمام ارتقا داد. کالینیکوس به عنوان عضو کمیته تحقیقات مدرسه اقتصاد لندن(۲۰۰۳–۲۰۰۸) کرسی پژوهشی گروه سیستم‌های اطلاعات و نوآوری (۲۰۰۵–۲۰۰۸) و مدیر برنامه کارشناسی ارشد در تحقیقات سیستم‌های اطلاعاتی و سازمان‌ها (ISOR) (2006-2008) فعالیت کرده‌است.

## حوزه تحقیق
تحقیقات کالینیکوز شامل مطالعه سازمان‌های رسمی با تأکید ویژه بر طیف وسیعی از تکنیکها و روش‌های عینیت یافته‌است که توسط آنها سازمانها به عنوان هستارهای اجتماعی خاص ساخته می‌شوند و قابل پیش‌بینی و ماندگار می‌شوند. مطالعه اطلاعات، فناوری اطلاعات و سیستم‌های اطلاعاتی بخشی از آن پروژه فکری را تشکیل می‌دهد. به گفته کالینیکوس، گسترش وسایل دیجیتالی پردازش و انتقال اطلاعات و مشارکت روزافزون اینترنت در زندگی اجتماعی، محیط اجتماعی-اقتصادی را که سازمان‌ها و نهادها در آن گنجانده شده‌اند، تغییر می‌دهد.
در سالهای گذشته، کالینیکوز بر روی ایده زیستگاه اطلاعات کار کرده‌است تا دریابد محاسبه و پردازش داده‌های انتزاعی و کالبدزدایی شده، چگونه به‌طور فزاینده‌ای سازمان‌ها و نهادها را بازسازی می‌کند. او فناوری‌های اطلاعاتی را جانشین‌های الکترونیکی نوشتن، نشانه گذاری و ابزارهای کاغذی برای مواجهه با اطلاعات می‌داند. در این محیط جدید که تا حد زیادی توسط اینترنت پشتیبانی می‌شود، اطلاعات به‌طور فزاینده ای از اطلاعات موجود از طریق انواع روش‌های خودکار و خودکار که توسط سیستم‌های اطلاعاتی به هم پیوسته و فناوری رایانه ارائه می‌شود، تولید می‌شود. به منظور مطالعه زیستگاه اطلاعات، کالینیکوز گروه تحقیقاتی رشد اطلاعات و اینترنت (TIGAIR) را تشکیل داده‌است.
در تحقیقات اخیر خود، وی با تمرکز بر ماهیت بی‌دوام و بی‌شکل اشیاء دیجیتالی (به عنوان مثال برنامه‌های نرم‌افزاری، اسناد فرامتنی، بازی‌های رایانه ای و غیره) که با اشیاء مادی و فیزیکی به صورتی غیر پیش پا افتاده متفاوت هستند، نظریه چارچوب رشد اطلاعات و زیستگاه اطلاعات خود را برجسته تر ساخته‌است. در مرکز نظریه اشیای دیجیتالی این استدلال نهفته‌است که اشیا دیجیتالی را باید عملیات‌های رایانشی دانست. اشیاء دیجیتالی فقط با حسن تعبیر اشیاء هستند. با این استدلال، کالینیکوز به یک مدافع قوی برای یک جامعه‌ای کوچک اما رو به رشد از دانشمندان اجتماعی، مانند یوچن رنده و فیلیپ فاکنر از دانشگاه کمبریج، انگلستان، یا پل لئوناردی از دانشگاه نورث وسترن، ایلینوی) تبدیل شده‌است که علاقه مشترکی به تحقیقات در زمینه اشیاء دیجیتالی و غیرمادی مبتنی بر فناوری اطلاعات و ارتباطات و حالات هستی شناسانه وجود آنها در حوزه‌ها و سازمان‌های مختلف دارند.
دیدگاه کلی کالینیکوز از نقطه نظر تمرکز بر ابزارهای نشانه شناختی و ارتباطی شکل دهنده و مانگارسازی کننده واقعیت اجتماعی ساخت‌گراست. با این حال، کالینیکوز با تکیه بر دانشمندانی مانند شوشانا زوبوف، نلسن گودمن، نیکلاس لومان و آلبرت بورگمان سعی کرده‌است از رویکردهای ساخت‌گرایانه و تمرکز آنها بر محیط‌های محلی فاصله بگیرد. وی در چندین اثر خود مدعی شده‌است که فناوری اطلاعات و ارتباطات مجموعه ای منسجم از اصول را برای تنظیم و عمل بر اساس واقعیت فراهم می‌کند. مفاهیم اجتماعی و تبعات رفتاری چنین اصولی از میانای انسان و فناوری فراتر می‌رود و نمی‌تواند به عنوان نمونه ای از اقتباس محلی و تفسیر سیستم‌های فناورانه و مصنوعات توسط عوامل ارادی به اندازه کافی مورد مطالعه قرار گیرد.

## انتشارات منتخب
کالینیکوس تک نگاره‌های متعدد، مقاله‌های داوری شده، فصل‌های کتاب، بررسی و ویرایش چندین کتاب را منتشر کرده‌است. یک تصویر نماینده از تفکر کالینیکوس را می‌توان در موارد زیر یافت:
- حاکمیت از طریق فناوری مصنوعات اطلاعاتی و کردار اجتماعی، پالگریو مک میلان. ۲۰۱۰
- پیامدهای اطلاعات: پیامدهای نهادی تغییرات فناوری. ادوارد الگار. 2006.[۴]